# Overcooked!
Overcooked!, spesso chiamato Overcooked, è un videogioco gestionale e di simulazione di cucina sviluppato da Ghost Town Games e pubblicato da Team17. Inizialmente pubblicato per le piattaforme Microsoft Windows, PlayStation 4 e Xbox One nell'agosto 2016, il gioco è stato successivamente pubblicato anche per Nintendo Switch nel luglio 2017. Versioni rimasterizzate per Xbox Series X/S/PlayStation 5 e Google Stadia sono state distribuite rispettivamente a novembre 2020 e maggio 2022 all'interno del bundle Overcooked! All You Can Eat in coppia con il seguito, Overcooked 2.
I giocatori, controllando un numero variabile di chef, sono chiamati a soddisfare una serie di ordini preparando rapidamente dei pasti di varia composizione entro un tempo limite, muovendosi all'interno di cucine dalle configurazioni disparate e colme di ostacoli e rischi.

## Trama
In un futuro non identificato, un manipolo di cuochi del Regno delle Cipolle deve fronteggiare la fine del mondo a seguito del risveglio della Bestia, un mostro insaziabile dalla forma di una gigantesca polpetta. Gli chef si dimostrano però impreparati: non riuscendo a porre fine alla fame della Bestia e salvare così il mondo, il Re Cipolla manda i cuochi indietro nel tempo e li invia in un percorso di addestramento per affinare le loro abilità e prepararli al futuro nuovo incontro con la Bestia.

## Modalità di gioco
I giocatori assumono il ruolo di cuochi, i quali devono preparare una serie di pasti attraverso operazioni come la preparazione degli ingredienti, la cottura e l'impiattamento. Durante un singolo round, diverse comande da risolvere in una determinata finestra di tempo si presenteranno in successione, costringendo così i cuochi a collaborare per preparare i piatti in modo efficiente. Ogni ordine soddisfatto fa guadagnare un numero di monete variabile in funzione della velocità con cui è stato consegnato; lo scopo di ogni round è quindi raccogliere il maggior numero di monete completando gli ordini con rapidità. I giocatori vengono valutati con un giudizio da una a tre stelle a seconda del numero di monete guadagnate.
La preparazione dei piatti è complicata dalla configurazione delle cucine, che cambia ad ogni livello così come la posizione di casse degli ingredienti, taglieri, fornelli e forni. I livelli possono inoltre presentare particolarità come postazioni semoventi, locali separati da porte o posizionati su camioncini, o crepacci di varia natura che richiedono al giocatore l'uso di movimenti accorti, pena l'eliminazione temporanea dall'attività. 

## Accoglienza
Overcooked ha ricevuto recensione generalmente positive dalla stampa, che ha apprezzato le divertenti dinamiche multigiocatore. Recensioni della versione per Nintendo Switch hanno tuttavia lamentato un framerate che raramente raggiunge i 30 fps.
Overcooked ha ricevuto una candidatura come Best Multiplayer Game ai The Game Awards del 2016, perdendo però contro Overwatch. Il gioco ha inoltre ricevuto quattro nomination alla tredicesima edizione dei British Academy Video Games Awards nel 2017, vincendo nelle categorie Best British Game e Best Family Game.

## Sequel
Un seguito intitolato Overcooked 2 è stato pubblicato il 7 agosto 2018 per piattaforme Linux, macOS, Nintendo Switch, PlayStation 4, Microsoft Windows e Xbox One. Mantenendo invariato il gameplay del primo episodio, il gioco ha introdotto la possibilità di giocare in multiplayer online. 